# Kohl’s
Kohl’s ist ein Einzelhandelsunternehmen aus den Vereinigten Staaten.
Das Unternehmen ist im S&P 500 gelistet, sein Hauptsitz befindet sich in Menomonee Falls, einem Vorort von Milwaukee in Wisconsin. Kohl’s betrieb im Jahr 2007 in 45 Bundesstaaten 817 Warenhäuser. Das Sortiment konzentriert sich größtenteils auf Bekleidung und Accessoires für Damen, Herren und Kinder im unteren bis mittleren Preis- und Markensegment sowie auf Kosmetikartikel, Schmuck, Haushaltswaren, Elektrogeräte und Kleinmöbel.
Kohl’s Hauptkonkurrenten sind Kmart, Target und Wal-Mart sowie Belk, Dillard’s und Macy’s. Das Unternehmen wurde 1962 mit der Eröffnung des ersten Verkaufsgeschäfts unter dem Namen Kohl’s gegründet. 1992 erfolgte der Gang an die Börse, Aktien des Unternehmens werden an der New York Stock Exchange unter dem Börsenkürzel KSS gehandelt. Der Umsatz belief sich 2009 auf 16,4 Mrd. US$. Mit dem Unternehmen Ralph Lauren besteht seit Mitte der 2000er Jahre eine Exklusiv-Kooperation über die niedrigpreisige Lizenz-Bekleidungsmarke Chaps.
Von 1970 bis 1979 war der spätere US-Senator Herb Kohl Präsident des Unternehmens.